# 堺市立御池台小学校
堺市立御池台小学校（さかいしりつ みいけだいしょうがっこう）は、大阪府堺市南区御池台2丁3番1号にある公立小学校。

## 通学区域
- 堺市南区 御池台（御池台2丁の泉田中13号線以東の区域を除く）
- 堺市南区 美木多上（1995番地1,9から13,16,24から28、2000番地1、2018番地2,8,19から29、2021番地1、2022番地1,3,10、2023番地2、2024番地1,4,15、2026番地1,3から5,9から14,18から28、2027番地）

## 交通
- 南海電車 栂・美木多駅から南へ約40分
- 南海バス栂・美木多駅4番乗り場から御池台回りで10分、御池台センターバス停すぐ。

## 著名な卒業生
- 平岡直起 - プロサッカー選手
- 田中明日菜 （サッカー選手）
- カルロス西尾(マジシャン・ミュージシャン)
- 森友哉 - プロ野球選手